# Eresma

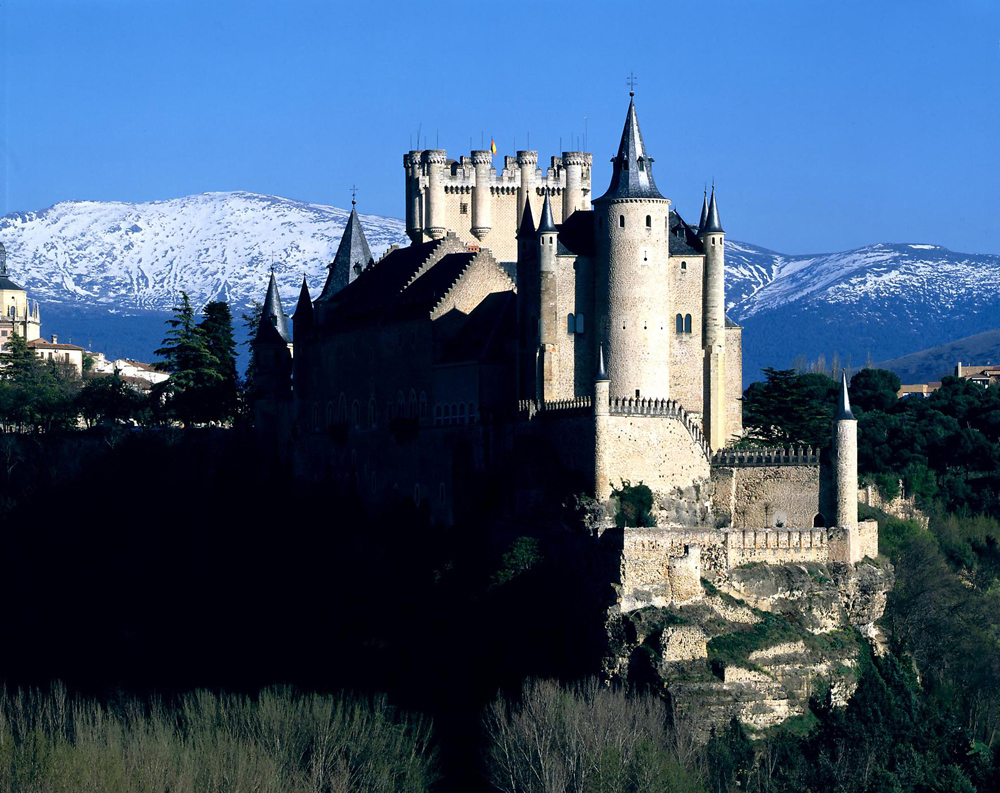
Alcázar von Segovia vor den schneebedeckten Bergen der Sierra de Guadarrama

Der Río Eresma ist ein etwa 134 Kilometer langer rechter Nebenfluss des Río Adaja in den spanischen Provinzen Segovia und Valladolid in der Autonomen Region Kastilien-León.

## Verlauf
Der Río Eresma entsteht aus mehreren – nur während der Schneeschmelze oder nach starken Regenfällen wasserführenden – Bergbächen im Valle de Valsaín auf der Nordseite des Iberischen Scheidegebirges (Sierra de Guadarrama) auf dem Gebiet der Gemeinde Real Sitio de San Ildefonso. Sein Weg führt zunächst durch das Tal von Valsaín Richtung Norden nach Segovia. Dort wendet er sich in Richtung Nordwesten, passiert den Ort und die Burg Coca und mündet etwa 5 Kilometer nordöstlich der Ortschaft Matapozuelos in der Provinz Valladolid in den Río Adaja, der seinerseits weitere 20 Kilometer nordwestlich in den Duero einmündet.

## Nebenflüsse
Nach der Schneeschmelze und nach Starkregenfällen hat der Río Eresma vor allem im Quellgebiet eine Vielzahl von mehr oder weniger kleinen Nebenflüssen; die meisten davon führen jedoch im Sommer und Herbst kein Wasser mehr. Der größte dauerhaft wasserführende Nebenfluss ist der Río Voltoya, der bei Coca in den Río Eresma einmündet.

## Sehenswürdigkeiten
Der Río Eresma fließt etwa einen Kilometer westlich am Königlichen Palast von La Granja vorbei. Hauptattraktion am Fluss ist die Stadt Segovia mit ihrem römischen Aquädukt, mehreren romanischen Kirchen, der Kathedrale und dem mittelalterlichen Alcázar. Im weiteren Verlauf passiert der Fluss den Ort und die Burg Coca.

## Sonstiges
Das naturbelassene Quellgebiet des Río Eresma eignet sich gut als Wander- und Angelrevier (Bachforellen etc.). Auf dem ruhigen Mittel- und Unterlauf sind – je nach Wasserstand – Kanutouren möglich.